# Bagrat (hijo de Constantino I de Georgia)
Bagrat (en georgiano: ბაგრატი) fue un príncipe real georgiano (lanbatonishvili) de la dinastía Bagrationi.
Era hijo del rey Constantino I de Georgia.
Bagrat, cuya revuelta contra su hermano reinante Alejandro I de Georgia se registra en la continuación de las Crónicas georgianas del siglo XVIII, pero que no se ha comprobado en ningún otro lugar. Según el historiador del siglo XX Cyrille Toumanoff, Bagrat tuvo una hija, Tamar, también conocida como Nestan-Darejan, que se casó en 1445 con su primo, Jorge, quien sería rey de Georgia (como Jorge VIII) y luego de Kajetia (como Jorge I). Se la menciona por última vez en 1510.